# Samoana magdalinae
Samoana magdalinae é uma espécie de gastrópode da família Partulidae.
É endémica da Polinésia Francesa.